# Champigny, Marne
Champigny är en kommun i departementet Marne i regionen Grand Est (tidigare regionen Champagne-Ardenne) i nordöstra Frankrike. Kommunen ligger i kantonen Reims 8e Canton som tillhör arrondissementet Reims. År 2022 hade Champigny 1 616 invånare.

## Befolkningsutveckling
Antalet invånare i kommunen Champigny
| Referens: INSEE |